# Klaus Addicks

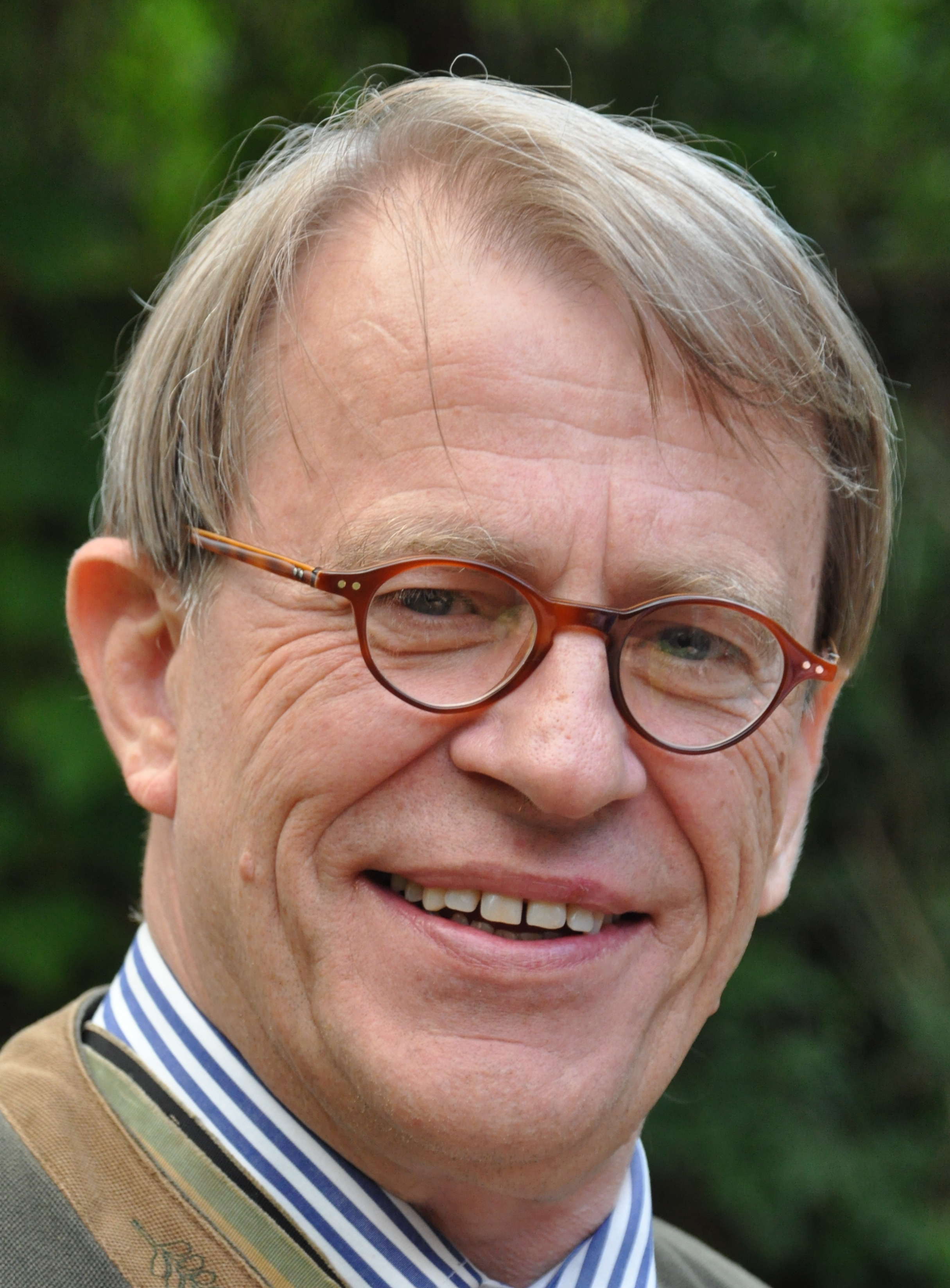
Klaus Addicks (2010)

Klaus Addicks (* 17. Mai 1948 in Oldenburg (Oldenburg)) ist ein deutscher Emeritus für Anatomie.

## Leben
Als Arztsohn besuchte Addicks von 1959 bis 1967 das Alte Gymnasium Oldenburg. Seither ist er Mitglied der Camera obscura Oldenburgensis. Im Wintersemester 1967/68  begann er an der Christian-Albrechts-Universität zu Kiel Naturwissenschaften zu studieren. 1968 wurde er im Kieler Corps Palaiomarchia-Masovia aktiv. Ab 1968 studierte er Medizin an der  Westfälischen Wilhelms-Universität. Schon nach dem Physikum wandte er sich in Münster der Anatomie zu. 1976 wurde er dort zum Dr. med. promoviert.
Nachdem er sich habilitiert hatte und Privatdozent an der Universität Münster wurde, wurde er 1978 Professor für Anatomie und 1980 als jüngster Lehrstuhlinhaber Deutschlands an das Anatomische Institut der Universität zu Köln berufen. Er leitete das Institut I Anatomie, Medizinische Zellbiologie, und zählt zu den produktivsten Anatomen. Im Zitationsvergleich 1999–2001 stand er auf dem 3. Platz. In der Neuroanatomie und der Molekularbiologie kooperierte er mit der Universität Kairo. Im Mai 2013 wurde er  emeritiert.
Im Juni 2011 referierte er im Wallraf-Richartz-Museum über Kunst und Anatomie.  Als Organist mit B-Prüfung nahm er an Kulturveranstaltungen im Rheinland teil. Mit einem seiner Söhne engagiert er sich im Corps Masovia Königsberg zu Potsdam.